# Lourinhã
Lourinhã là một huyện thuộc tỉnh Lisboa, Bồ Đào Nha. Huyện này có diện tích 147 km², dân số thời điểm năm 2001 là 23265 người.